# Бучків (потік)
Бучків, Бачкан (пол. Buczków, Baczkan) — гірський потік в Україні, у Калуському й Рожнятівському районах Івано-Франківської області у Галичині. Лівий доплив Бережниці, (басейн Дністра).

## Опис
Довжина потоку приблизно 4,70 км, найкоротша відстань між витоком і гирлом — 3,98  км, коефіцієнт звивистості потоку — 1,18 . Формується безіменними струмками. Потік тече зі схилу міжрічкової височини.

## Розташування
Бере початок на південно-східних схилах безіменної гори (515,2 м). Тече переважно на південний схід через урочище Лопачанка і у селі Петранка впадає у річку Бережницю, праву притоку Лімниці.